# Prždevo
Prždevo é uma aldeia localizada no município de Demir Kapija, na República da Macedônia do Norte.